# Anthony Drennan
Pour les articles homonymes, voir Drennan.
Anthony "Anto" Drennan (né le 1er novembre 1958 à Luton, Angleterre) est un guitariste irlandais connu pour son implication avec les groupes The Corrs, Genesis et Mike + the Mechanics, entre autres.

## Biographie
Drennan est issu d'une famille de musiciens et est né à Luton, en Angleterre : sa famille et lui  déménagent en Irlande alors qu'il est enfant. Il grandit dans le comté de Dublin et fréquente l'école nationale de Kilmacud.
Drennan devient guitariste principal en tournée pour les Corrs à partir de la fin de 1995. 
En 1998, il est choisi comme deuxième guitariste / bassiste en concert pour Genesis (avec leur nouveau chanteur Ray Wilson) lors de sa tournée Calling All Stations, en remplacement de Daryl Stuermer, membre du groupe live de longue date, retenu avec Phil Collins.  Drennan apparait sur les CD et le DVD Live in Poland enregistrés lors de la tournée.
En 2010, Anthony est embauché en tant que membre de la reformation de Mike + the Mechanics, groupe créé par Mike Rutherford, guitariste-bassiste de Genesis. 
Il  joue également avec Clannad, Paul Brady, Moving Hearts, Chris Rea, Davy Spillane, le Liffey Light Orchestra,  le Ronnie Drew Band  et d'autres groupes et interprètes irlandais bien connus.

## Discographie

### Clannad
- 1985 : Macalla

- 1989 : Past Present - joue sur In a lifetime avec Mel Collins & Bono de U2
- 1990 : Anam
- 1993 : Banba
- 1995 : Lore
- 1997 : Landmarks - Joue sur 7 titres, également avec Mel Collins
- 2002 : A Magical Gathering - The Clannad Anthology - Joue sur 9 titres

### Máire Brennan
- 1994 : Misty eyed adventure
- 1998 : Perfect time
- 1999 : Whisper To The Wild Water
- 2003 : Two Horizons
- 2005 : An Irish Christmas

### The Corrs
- 1997 : Talk On Corners - Joue sur 3 titres
- 1997 : Live
- 1997 : Closer - Joue sur 2 titres
- 1999 : Unplugged
- 2000 : In Blue
- 2000 : Live At Lansdowne Road
- 2001 : Live in London
- 2002 : VH1 Presents The Corrs Live In Dublin - Avec Ron Wood & Bono
- 2004 : Borrowed Heaven - guitare additionnelle sur un titre
- 2005 : Home - joue sur 10 titres
- 2006 : Dreams (The Ultimate Corrs Collection) - Avec Bono, The Chieftains, Laurent Voulzy & Ron Wood
- 2015 : White light - Joue sur un titre
- 2017 : Jupiter Calling

### Davy Spillane Band
- 1988 : Out in the air
- 1990 : Shadow Hunter
- 1991 : Pipedreams

### Genesis
- 2007 : 1983 - 1998 - Joue sur 3 titres
- 2009 : Live in Poland - 2 CD

### Sharron Corr
- 2010 : Dream of you
- 2014 : The Same Sun - Joue de la guitare classique sur un titre

### Mike + The Mechanics
- 2011 : The Road
- 2014 : The Singles 1985 - 2014
- 2017 : Let Me Fly
- 2019 : Out of the Blue

### Liffey Light Orchestra
- 2011 : Filaments
- 2017 : Le French Album
- 2020 : Lekeila

### Autres participations
- 1986 : Zerra One : The Domino Effect
- 1989 : Stano : Only - Joue sur 2 titres
- 1989 : Terence Trent D'Arby : Neither Fish Nor Flesh: A Soundtrack Of Love, Faith, Hope And Destruction
- 1990 : Republic Of Ireland Football Squad : Put'em Under Pressure - Maxi single
- 1991 : Chris Rea : Auberge
- 1992 : Andy Irvine & Davy Spillane : East Wind
- 1994 : Paul Harrington & Charlie McGettigan : Rock 'N' Roll Kids - Joue de la guitare et de la basse
- 1995 : Paul Brady : Spirits Colliding - Joue sur une chanson
- 1995 : Artistes divers : Celtic Christmas - Joue de la guitare acoustique sur un titre
- 1995 : Ronnie Drew : Dirty Rotten Shame - Joue des guitares électrique, acoustique et espagnole
- 1997 : Ronan Hardiman : Solas - Joue de la guitare nylon sur un titre
- 1997 : Bill Whelan : The Roots Of Riverdance - Joue sur deux titres
- 1998 : Artistes divers : Med Et Z Præsenterer [Radiohitz] - Live & Unplugged - Joue sur Congo de Genesis
- 1998 : Kieran Goss : Worse Than Pride - Joue sur 3 titres
- 1999 : Daniel O'Donnell : Greatest Hits
- 2001 : Five : Kingsize - Joue sur un titre
- 2002 : Will Young : From Now On - Joue sur 2 titres
- 2002 : Blazin' Squad : In The Beginning: Special Edition
- 2003 : The Idols : The XMas Factor - Joue sur un titre
- 2004 : John Hughes : Wild Ocean - With The Corrs & The Chieftains
- 2004 : Gabrielle : Play to win - Joue sur 5 titres
- 2006 : Artistes divers :  Rogue's Gallery (Pirate Ballads, Sea Songs, & Chanteys) - Joue sur 2 titres
- 2007 : Eivør : Mannabarn - Joue sur 6 titres
- 2007 : Moving Hearts : Live in Dublin
- 2011 : Gavin Friday : Catholic - Joue sur 8 titres

## Vidéographie

### The Corrs
- 1999 : Les live de Solidays
- 2000 : The Corrs at Christmas
- 2000 : Live at Lansdowne Road
- 2002 : Live in Dublin
- 2005 : Live in Geneva

### Autres participations
- 2000 : Unplugged - Artistes variés
- 2009 : Genesis Live in Poland - 2 DVD
- 2011 : Living with the tiger - Documentaire musical de John Califra & Anthony Drennan